# Na Kotlasce a Na Hájku
Na Kotlasce a Na Hájku, také jen Kotlaska a Hájek, jsou nouzové kolonie na jižním a severním svahu vrchu Hájek, v Praze 8, Libni. Kolonie Kotlaska se nachází na jižním svahu a Hájek se nachází na severním. Jedinou jednoznačnou hranicí mezi nimi je hřeben kopce.

## Historie

### Třicátá léta - založení
Kolonie vznikaly v letech 1938-39. Výstavba byla nahodilá, tudíž se nevyvinul systém širokých dopravních komunikací. Vznikl jen systém velmi úzkých pěšinek procházejících po vrstevnici a propojených kolmými příkrými pěšinami. Obydlí na Hájku vznikaly na černo, bez stavebního povolení. K tomu navíc na soukromých pozemcích, jejichž majiteli byli doktor Urbanec a bankéř Goldwurm. Těm ale výstavba nevadila, a rozhodli se nebránit kolonistům, kteří by jinak neměli kde žít. Černé stavby vznikaly nejčastěji z cihel ze zbouraných staveb, písku a cementu. Dále také z prken a částí železničních vagonů.

### Padesátá léta
Padesátá léta jsou charakteristická jak snahou místních zlepšit životní podmínky, tak i snahou vedení Prahy kolonii zrušit. V té době si sem totiž místní obyvatelé zavedli svépomocí pitnou vodu a kanalizaci, ta zde totiž při založení kolonie nebyla. Kanalizaci má pouze Hájek a přiléhající nejvýše situovaná řada domků na Kotlasce. Zbylá většina Kotlasky je bez kanalizace. Vedení Prahy začalo vyvíjet tlak na zrušení kolonií.

### Sedmdesátá léta a později
V sedmdesátých letech očekávalo vedení prahy postupné zestárnutí a následné vymření obyvatel kolonií. Očekávání nebyla naplněna z důvodu přistěhování mladých lidí, kterým se vesnický charakter kolonií líbil. Následná výstavba holešovické železniční přeložky na východním úbočí Hájku kus kopce odřízla a 8 domků stojících v cestě proto muselo být strženo. Na kontrolu výstavby železnice tehdy přišel generální tajemník komunistické strany Gustáv Husák, který když spatřil kolonie, pronesl větu: tento pozůstatek bídy kapitalismu musí zmizet. Avšak do Sametové revoluce nebyla učiněna násilná opatření, a díky tomu zůstaly kolonie nedotčeny.

### Devadesátá léta a později
Od devadesátých let se obyvatelé domů snaží o privatizaci pozemků, na nichž mají své domy, a zkolaudování budov. Problémem je neprůjezdnost svahů v případě potřeby záchranných složek. To zabraňuje zkolaudování a získání statusu stavebních pozemků. V navrhovaném územním plánu z roku 2015 se počítá s tím, že příčné strmé uličky zůstanou nezměněny, zatímco uličky probíhající po vrstevnicích budou rozšířeny na úkor přilehlých domů. Rozšířená komunikace by měla probíhat každou druhou uličkou. 
Jižní svah vrchu Hájek patří pražskému magistrátu, severní svah městské části Praha 8. Praha 8 i magistrát jen pronajímá obyvatelům budov pozemky pod nimi. Jen pruh podél ulice Na Hájku je tvořen souvislými soukromými pozemky, a to včetně prostoru ulice. Tato neobvyklá výjimka je zapříčiněna restitucí pozemku, který původně patřil židovskému rabínovi. Jeho dědici ho dostali po Sametové revoluci zpět a za tržní cenu odprodali kolonistům.